# Comitatologia
L'espressione comitatologia (a volte "comitologia" o "procedura del comitato") si riferisce all'insieme di procedure che possono essere seguite dalla Commissione europea per dare attuazione al diritto dell'Unione europea. Può infatti accadere che il diritto dell'Unione europea (regolamenti, direttive e decisioni) autorizzi la Commissione ad adottare degli atti di esecuzione per consentire che una data norma o insieme di norme siano applicate in modo uniforme in tutti gli Stati membri; l'adozione di tali atti di esecuzione può essere condizionata dal Consiglio e dal Parlamento allo svolgimento da parte della Commissione di procedimenti interni (organizzazione di comitati, raccolta di pareri) che coinvolgono varie figure (tipicamente rappresentanti degli Stati membri, ma anche esperti tecnici, esponenti della società civile, del mondo del lavoro e delle imprese, ecc.), all'esito dei quali la Commissione è autorizzata a formare le proprie decisioni. L'insieme di questi procedimenti prodromici all'adozione delle misure di esecuzione attribuite alla Commissione prende appunto il nome di "comitatologia".

## Disciplina giuridica
Nata in modo del tutto informale, di fatto e ad hoc, la comitatologia è stata codificata e disciplinata dal diritto dell'UE a partire dalla Decisione 87/373/CEE del 13 luglio 1987. Attualmente il quadro regolativo è contenuto nel Regolamento (UE) n. 182/2011, che stabilisce i principi generali relativi ai meccanismi di controllo dei paesi dell'UE in merito all'esercizio delle competenze di esecuzione da parte della Commissione. Il Regolamento, adottato in attuazione dell'art. 291 TFUE, prevede che quando la Commissione adotta atti di esecuzione si applichi la procedura "consultiva" (nella generalità dei casi) oppure la procedura "di esame" (nei casi più importanti). Entrambe le procedure richiedono che un comitato composto da rappresentanti di tutti i paesi dell’UE fornisca un parere formale, di solito sotto forma di votazione, sulle misure proposte dalla Commissione, e a seconda della procedura seguita il parere può essere più o meno vincolante per la Commissione.

## Comitatologia e teoria costituzionale
Lo sviluppo della comitatologia è stato notevole in termini quantitativi: negli ultimi anni, il numero di comitati di comitatologia è oscillato tra i 267 e i 318, e si calcola che circa il 90 per cento del diritto dell'Unione europea consista in misure di esecuzione adottate dalla Commissione. Perciò il fenomeno della comitatologia ha sollecitato un dibattito teorico e normativo che coinvolge la scienza giuridica, la scienza politica, la sociologia e la teoria delle relazioni internazionali. Ad alcuni autori la comitatologia è sembrata un meccanismo attraverso cui i governi degli stati membri tengono sotto controllo la Commissione, la condizionano in vario modo, e così affievoliscono l'elemento "sovranazionale" della costruzione comunitaria a favore del suo elemento "intergovernativo". Altri hanno invece sostenuto che, con l'estendersi dell'azione comunitaria, la nascita della comitatologia è inevitabile, rispondendo al bisogno della Commissione di raccogliere informazioni che le consentano di agire in modo efficace ed economico, ed è un vettore di rafforzamento del progetto di integrazione europea in generale e dei poteri di influenza della Commissione in particolare. Alcuni hanno visto nella comitatologia una sorta di approssimazione all'ideale della democrazia deliberativa applicato al contesto sovranazionale: di solito nei comitati non ci si conta, certo non ci si divide in termini di maggioranza/opposizione, ma si raccolgono tutte le informazioni disponibili, si sentono tutte le voci rilevanti e infine si discute al fine di raggiungere un consenso quasi sempre unanime. Altri, per contro, hanno criticato la comitatologia per la mancanza di trasparenza delle sue procedure e per le qualità democratiche ritenute insufficienti. La comitatologia è stata vista come un segno del superamento di un modello di autorità pubblica di tipo gerarchico e statale, che cederebbe il passo a forme decentrate e reticolari di organizzazione della cooperazione tra attori pubblici e privati nel contesto transnazionale: la governance multilivello, a volte concepita come regime essenzialmente tecnocratico anziché democratico.